# 沿浦镇
沿浦镇是中华人民共和国浙江省温州市苍南县下辖的一个镇。
2016年1月23日，浙江省人民政府批复同意调整马站镇管辖范围，增设沿浦镇，镇政府驻新兴街116号。

## 行政区划
沿浦镇下辖以下村级行政区划单位：
沿浦社区、新兴社区、沿浦村、下在村、新塘村、李家井村、岭尾村、外垟村、斗门头村、海丰村、三茆村、大姑村、鼻头村、牛乾村、南堡岭村、云亭村、孟福林村、白蓬岭村、木林村、沙岭村和界牌村。